# N-07E
N-07E（エヌ ゼロ なな イー ）は、NECカシオ モバイルコミュニケーションズによって開発された、NTTドコモの第三世代携帯電話（FOMA）端末である。

## 概要
本端末は法人向けに開発された携帯電話であり、N-03Dをベースとしているが、N-03Dには搭載されていない無線LANと企業IP内線システム「PASSAGE DUPLE」に対応している。
無線LAN搭載（IEEE802.11b/g/n準拠 (2.4GHz帯)に対応）により、無線LANでのWeb閲覧やアクセスポイント（親機）としての利用が可能である。また企業IP内線システム「PASSAGE DUPLE」に対応しているため、1台で社外ではFOMA端末として、社内では内線電話機として利用でき、大事な電話の取り逃がしや折返しの手間が減り、コスト削減とビジネスのスピードアップを同時に実現できる。
法人向けの機種であるため、「ICカードロック」をはじめとしたビジネス上の大事なデータを外部の脅威から守る、多数のセキュリティ機能を搭載している。
販売チャネルはNTTドコモ、ドコモショップの法人担当のみとなるため、店頭で購入する場合、事前に確認が必要となる。個人での購入はできない。

## 主な機能
| 主な対応サービス                   | 主な対応サービス                                                    | 主な対応サービス                       | 主な対応サービス                                 |
| ---------------------------------- | ------------------------------------------------------------------- | -------------------------------------- | ------------------------------------------------ |
| タッチパネル                       | FOMAハイスピード7.2Mbps(受信)／5.7Mbps(送信)                        | Bluetooth                              | DCMX／おサイフケータイ                           |
| iアプリオンライン／地図アプリ      | 直感ゲーム／メガiアプリ                                             | iウィジェット                          | マチキャラ／iコンシェル                          |
| ホームU／ポケットU                 | GPS／ケータイお探し                                                 | デコメール／デコメ絵文字／デコメアニメ | iチャネル                                        |
| 着もじ                             | テレビ電話／キャラ電                                                | ケータイデータお預かりサービス         | フルブラウザ                                     |
| おまかせロック／ バイオ認証        | 外部メモリーへiモードコンテンツ移行／ユーザーデータ一括バックアップ | トルカ                                 | iC通信／iCお引越しサービス                       |
| きせかえツール／ダイレクトメニュー | バーコードリーダ／名刺リーダ                                        | 2in1                                   | エリアメール／ソフトウェアーアップデート自動更新 |
| GSM／3Gローミング（WORLD WING）    | 着うたフル／うた・ホーダイ                                          | Music&Videoチャネル／ビデオクリップ    | デジタルオーディオプレーヤー(WMA)(AAC)(SD-Audio) |

## 歴史
- 2013年10月1日 - 発売開始。

## 不具合・アップデート
2014年7月14日に以下の不具合の修正がソフトウェアアップデートによって行われた。
- Wi-Fi外線着信時、まれに電話帳の登録名が正しく表示されない場合がある。